# Muchtołowo
Muchtołowo – osiedle typu miejskiego w Rosji, w obwodzie niżnonowogrodzkim. W 2010 roku liczyło 5005 mieszkańców.